# بالوزا

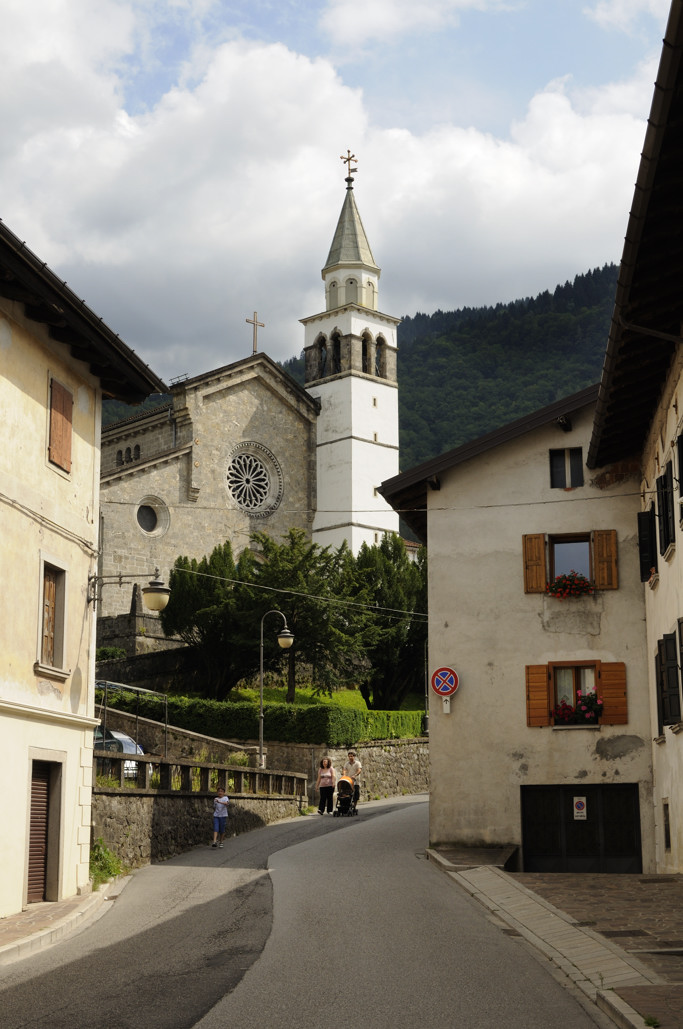
كنيسة القديسة ماريا

بالوزا هي كوموني (بلدية) في مقاطعة أوديني في منطقة فريولي فينيتسيا جوليا الإيطالية.
المصطلح المحلي في اللغة البافارية لكلمة «مرحبًا» هو pfiati .

## جغرافية
تقع بالوزا على بعد حوالي 120 كيلومتر (75 ميل) شمال غرب ترييستي وحوالي 50 كيلومتر (31 ميل) شمال غرب أوديني، في منطقة كارنيا التاريخية في فريولي، بالقرب من الحدود النمساويه على ممر بلوكين ((بالإيطالية: Passo di Monte Croce Carnico)‏
تقع بالوزا على حدود كل من البلديات التالية: ارتا تيرمي وسيرسيفينتو والكوميغليون وفورني افولتري وكوتشاخ ماوثن (النمسا) وليسشتال (النمسا) وباولارو ورافاسكليتو وريجولاتو ورافاسكليتو وتياري ليقسولويبو. تضم بلدية المنطقة أيضا فرازيوني التابعه لكاستيونسو وكليوليس وانجلارو ونونينا وريفو وتيموا (بالألمانية: Tischelwang)‏ ، حيث يتحدث أهل المنطقة بنوع معين من اللهجة البافارية الجنوبية.
تشمل أيضا معالم سياحية مثل توري موسكرادا ، وهو هيكل اثري لقلعة كاستروم موسكرادوم بناها بطريرك (مؤسس) اكويليا جورجيو دي مونتيلونقو؛ بالقرب من بقايا الحصون الرومانية القديمة والحرب العالمية الأولى.